# Planaltinella
Planaltinella es un género de polillas tortrícidas categorizado en la tribu Cochylini, de la subfamilia Tortricinae. Fue descrito por Józef Razowski y Becker en 1994.

## Especies
- Planaltinella bahia Razowski y Becker, 2002
- Planaltinella chapadana Razowski y Becker, 2007
- Planaltinella psephena Razowski y Becker, 2007
- Planaltinella rhatyma Razowski y Becker, 1994